# U-Turn (film)
Pour les articles homonymes, voir U-Turn.
Pour plus de détails, voir Fiche technique et Distribution.
U-Turn : Ici commence l'enfer (U-Turn) est un film franco-américain réalisé par Oliver Stone et sorti en 1997. Il s'agit d'une adaptation cinématographique du roman Ici commence l'enfer (Stray Dogs) de John Ridley, qui signe lui-même le scénario.

## Synopsis
Bobby Cooper casse une durite de sa rutilante Ford Mustang rouge de juin 1964 sur une route isolée dans le désert. Il se rend à la petite ville de Superior en Arizona. Darrell, seul garagiste local, lui annonce des délais de réparations imprévisibles et importants. Obligé de prendre son mal en patience, Bobby a l'occasion de se frotter à l'hostilité et à la stupidité des locaux mais aussi de s'attirer des ennuis lorsqu'il tente de séduire la captivante Grace, mariée à l'irascible Jake.

## Fiche technique
- Titre : U-Turn : Ici commence l'enfer
- Titre québécois : Demi-tour
- Titre original : U-Turn
- Réalisation : Oliver Stone
- Scénario : John Ridley, avec la participation non créditée d'Oliver Stone et Richard Rutowski[2], d'après le roman Ici commence l'enfer (Stray Dogs) de John Ridley
- Musique : Ennio Morricone
- Direction artistique : Dan Webster
- Décors : Victor Kempster et Jacqueline M. Stone
- Costumes : Beatrix Aruna Pasztor
- Photographie : Robert Richardson
- Montage : Hank Corwin et Thomas J. Nordberg (it)
- Production : Dan Halsted (en) et Clayton Townsend (en) ; William H. Brown (associé) ; John Ridley (délégué) ; Richard Rutowski (coproducteur)
- Sociétés de production : Phoenix Pictures, Illusion Entertainment Group, Clyde Is Hungry Films et Canal+ Droits Audiovisuels
- Sociétés de distribution : TriStar (USA), Columbia TriStar Films (France)
- Tournage : du 4 novembre 1996 au 16 janvier 1997
- Pays d'origine :  États-Unis,  France
- Langue originale : anglais
- Genre : Drame, thriller et néo-noir[3]
- Format : couleurs (Technicolor) - 35 mm - 1,85:1 - Dolby Digital / SDDS
- Durée : 120 minutes
- Dates de sortie[4] :
  - États-Unis : 3 octobre 1997
  - France : 14 janvier 1998
- Classification[5] :
  - États-Unis : R - Restricted
  - France : interdit aux moins de 12 ans

## Distribution
- Sean Penn (VF : Emmanuel Karsen ; VQ : Gilbert Lachance) : Bobby Cooper
- Jennifer Lopez (VF : Annie Milon ; VQ : Marie-Andrée Corneille) : Grace McKenna
- Nick Nolte (VF : Jacques Frantz ; VQ : Hubert Gagnon) : Jake McKenna
- Powers Boothe (VF : Michel Vigné ; VQ : Jean-Luc Montminy) : le shérif Virgil Potter
- Claire Danes (VF : Ivana Coppola ; VQ : Aline Pinsonneault) : Jenny
- Joaquin Phoenix (VF : Ludovic Baugin ; VQ : Daniel Picard) : Toby N. Tucker
- Jon Voight (VF : François Dunoyer ; VQ : Ronald France) : l'homme aveugle
- Billy Bob Thornton (VF : Jean Lescot ; VQ : Jean-Marie Moncelet) : Darrell
- Valery Nikolaev (en) : Monsieur Arkady
- Ilia Volokh : Sergi
- Abraham Benrubi (VF : Jean-François Vlérick) et Richard Rutowski (it) : les bikers
- Aida Linares : Jamilla
- Sean Stone : le garçon dans l'épicerie
- Brent Briscoe (VF : Jean-François Aupied) : Boyd
- Bo Hopkins : Ed
- Julie Hagerty : Flo
- Annie Mei-Ling Tien : la cuisinière
- Sheri Foster (en) : la mère de Grace
- Laurie Metcalf : l'employée de la gare routière
- Liv Tyler : la fille dans la gare routière

 Source et légende : version française (VF) sur RS Doublage

## Production
John Ridley adapte lui-même son propre roman Ici commence l'enfer (Stray Dogs), publié en 1997. Oliver Stone réécrit le script avec Richard Rutowski mais, en raison des règles de la Writers Guild of America, ils ne sont pas crédités au générique du film.
Oliver Stone pense à Tom Cruise — qu'il a dirigé dans Né un 4 juillet — pour le rôle principal, mais celui-ci refuse. Il le propose ensuite à Sean Penn, qui tout d'abord refuse, en raison d'un emploi du temps incompatible avec le projet. Il le remplace par Bill Paxton. Cependant, quelques jours avant le tournage, celui-ci quitte le projet. Finalement disponible, Sean Penn s'engage pour incarner Bobby Cooper. Le rôle de Grace est initialement proposé à Sharon Stone, mais les négociations salariales échouent. Jennifer Lopez sera finalement choisie. Pour le rôle de l'aveugle, Oliver Stone songe à Marlon Brando, qui revient finalement à Jon Voight.
Le tournage a lieu du 4 novembre 1996 au 16 janvier 1997, en Arizona (Globe, Miami, Superior), en Californie (Palm Springs, Vallée de Coachella) et à Las Vegas.

## Distinctions
Le film est nommé dans deux catégories lors de la 18e cérémonie des Razzie Awards : pire réalisateur pour Oliver Stone et pire second rôle masculin pour Jon Voight. Ce dernier est également cité pour sa prestation dans Wanted recherché mort ou vif.